# Thelocactus conothelos
Thelocactus conothelos är en kaktusväxtart som först beskrevs av Eduard August von Regel och Klein bis, och fick sitt nu gällande namn av F.M. Knuth. Thelocactus conothelos ingår i släktet Thelocactus och familjen kaktusväxter.

## Underarter
Arten delas in i följande underarter:
- T. c. argenteus
- T. c. aurantiacus
- T. c. conothelos
- T. c. garciae

## Bildgalleri

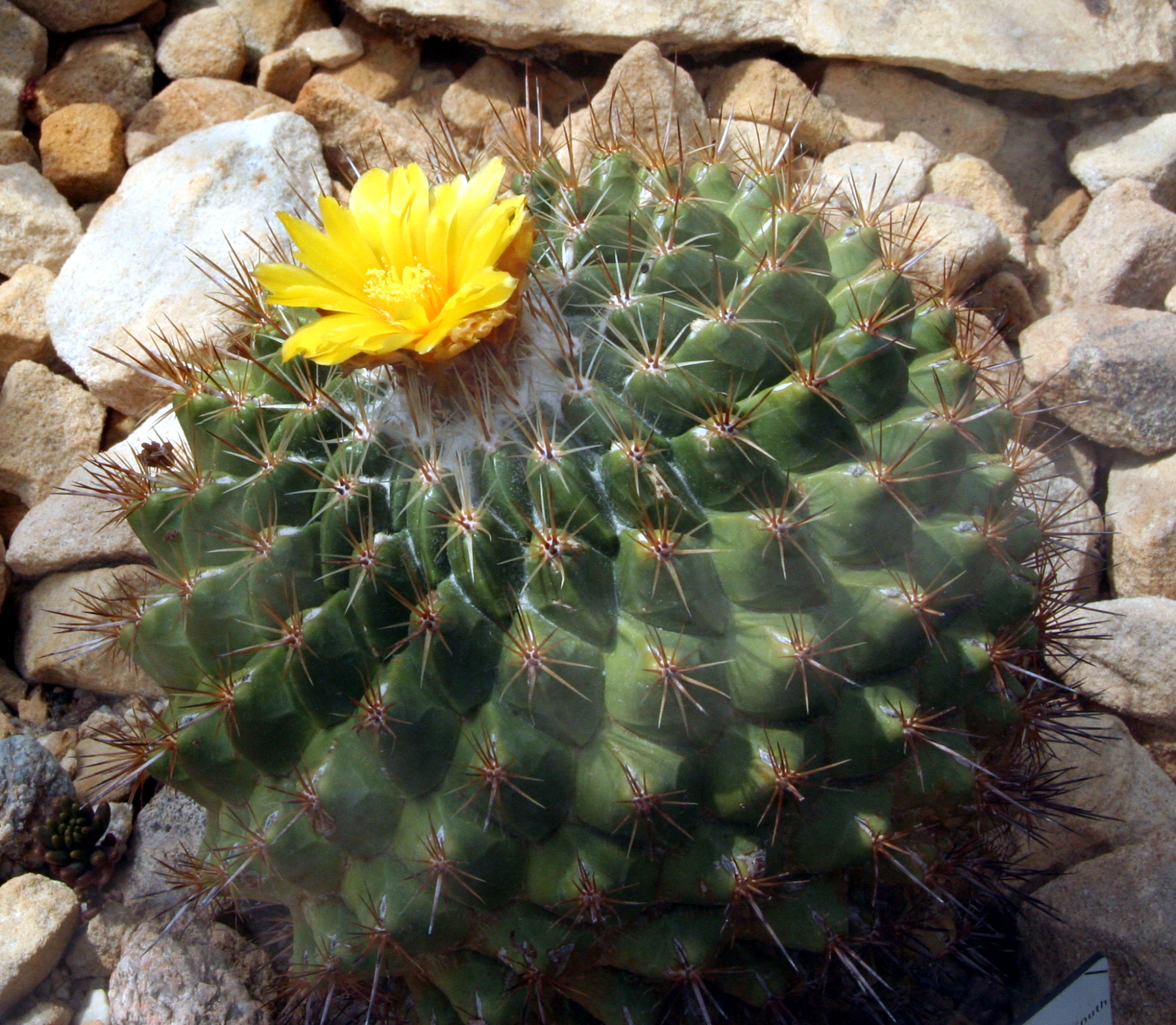
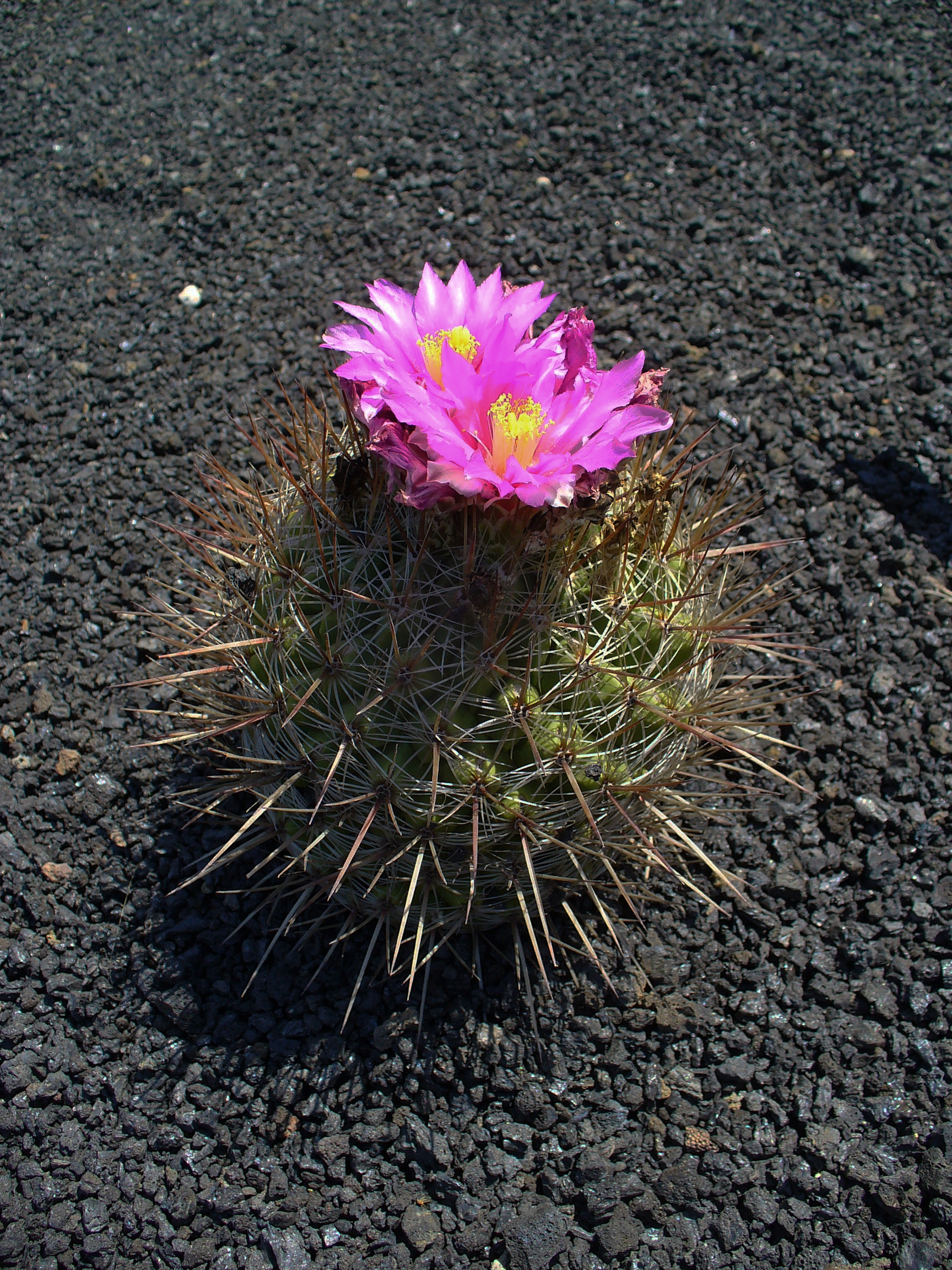